# HD 150576
HD 150576 är en dubbelstjärna belägen i den mellersta delen av stjärnbilden Altaret. Den har en kombinerad skenbar magnitud av ca 5,96 och är mycket svagt synlig för blotta ögat där ljusföroreningar ej förekommer. Baserat på parallaxmätning inom Hipparcosuppdraget på ca 4,5 mas, beräknas den befinna sig på ett avstånd på ca 730 ljusår (ca 220 parsek) från solen. Den rör sig närmare solen med en heliocentrisk radialhastighet på ca –2,4 km/s.

## Egenskaper
Primärstjärnan HD 150576 A är en orange till gul jättestjärna av spektralklass G8 III. Den har en radie som är ca 23 solradier och har ca 337 gånger solens utstrålning av energi från dess fotosfär vid en genomsnittlig effektiv temperatur av ca 4 400 K.
Följeslagaren är en stjärna av 12:e magnituden, som ligger separerad från primärstjärnan (år 2000) med 28,3 bågsekunder vid en positionsvinkel av 39°.